# Pristidactylus casuhatiensis
El lagarto de cobre de Ventana, lagarto de la Ventana, o lagarto del Casuhatí (Pristidactylus casuhatiensis) es una especie de lagarto de la familia Liolaemidae, endémico del centro de la Argentina. Está emparentado con otras especies del género Pristidactylus que habitan en mesetas del Cono Sur.

## Descripción original
Fue descrito originalmente por José María Gallardo, en el año 1968, con nuevos ejemplares que reforzaron la colecta hecha por Mauricio Rumboll. La localidad típica es: «Sierra de La Ventana, Provincia de Buenos Aires, Argentina».

## Características
Su cuerpo mide entre 7 y 7,5 cm de largo entre hocico y cloaca. Tiene cabeza alargada, triangular, y su cola es casi el doble del largo que el cuerpo: 16 cm. Sus extremidades son robustas, típico de los lagartos saltadores de rocas. Caracteriza a esta especie la presencia de dientes con el margen posterior saliente de la corona dentaria. 
El macho adulto presenta un patrón de coloración compuesto de fondo verde cubierto con finos retículos negros, más aún en los laterales. En la cola y las patas presenta tonalidades amarillas o anaranjadas. La hembra adulta es parda con bandas oscuras transversales.

## Alimentación y predadores
Se alimenta principalmente de caracoles terrestres, específicamente de la especie Plagiodontes patagonicus. También come insectos y arañas. Puede ser capturado por el zorro pampeano (Lycalopex gymnocercus), culebras, y aves rapaces.

## Distribución geográfica
Es un endemismo de las sierras de Ventania, macizo del sudoeste de la provincia de Buenos Aires, en el área centro-este de la Argentina. Fue colectado en el cerro Tres Picos y en el cerro de la Ventana. 

## Hábitat y costumbres

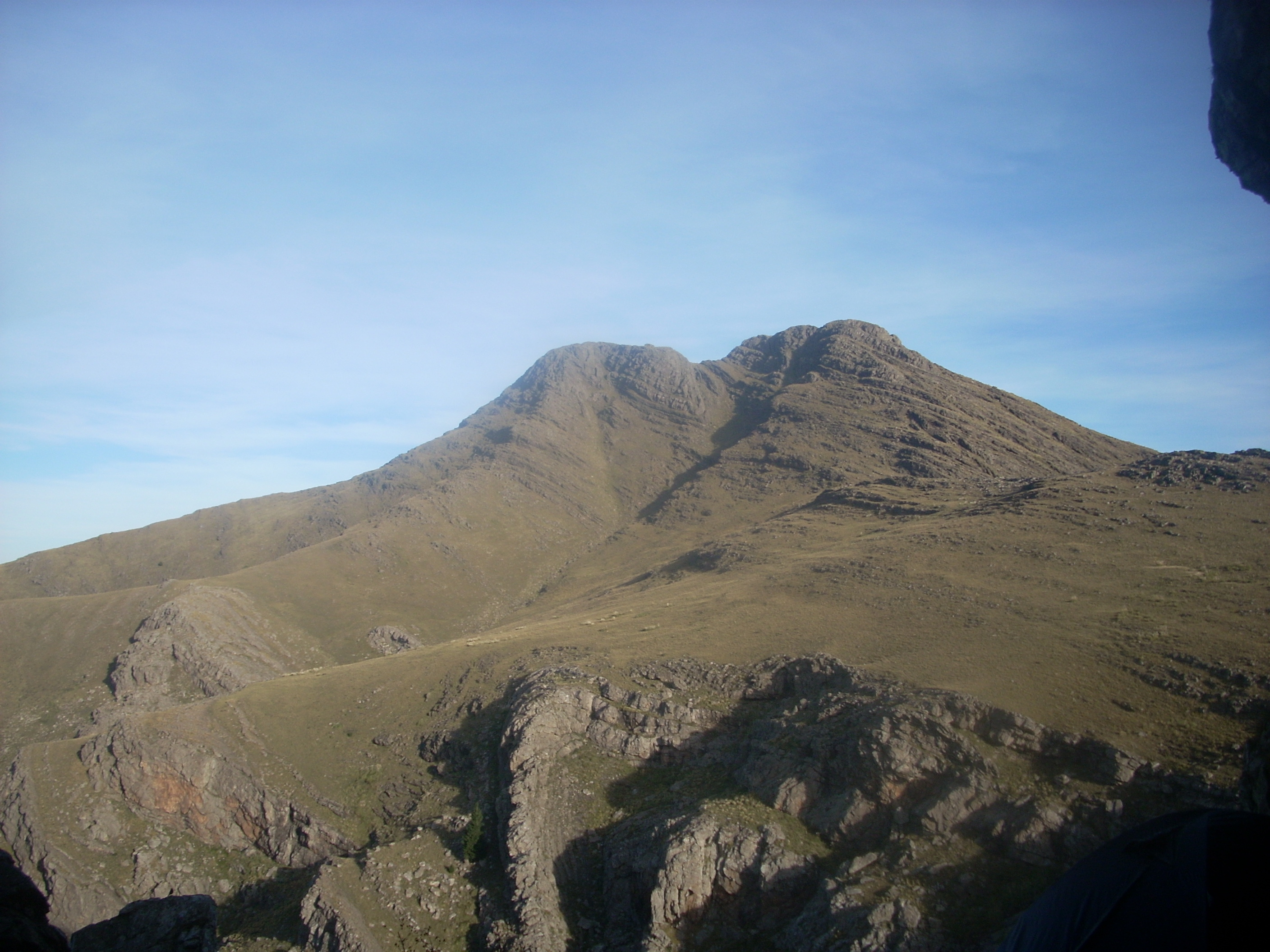
Cerro Tres Picos, con pastizal típico de la sierra de la Ventana, el hábitat de este lagarto.

Habita a una altitud de entre los 950 y los 1200 m s. n. m., en los pastizales de altura del distrito fitogeográfico Pampeano Austral de la provincia fitogeográfica Pampeana. Generalmente se lo encuentra en comunidades de vegetación herbácea salpicadas con pequeños pocitos —que se llenan con agua de lluvia— y grandes bloques de rocas planas, las que recorre saltando hábilmente sobre ellas. Si bien aún no hay datos que lo corroboren, se presume que es una especie ovípara y que hiberna durante el invierno austral, época en la cual son frecuentes algunas nevadas.

## Conservación

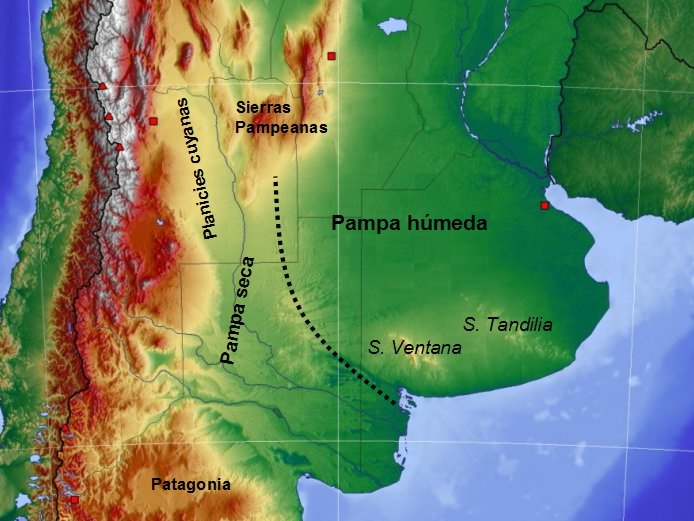
Mapa de la región pampeana donde se observan las sierras de la Ventana.

Este lagarto se encuentra en peligro de extinción según la Asociación Herpetológica Argentina (AHA). Según Chébez, su grado de peligro es más grave, por lo que recomendó que sea incluido en la categoría: en peligro crítico. Su hábitat se ve alterado por décadas a causa del pastoreo de caballos salvajes y ciervos dama (Dama dama), incendios, y coníferas asilvestradas. No se encuentra protegido por ningún área de conservación de nivel nacional; solo encuentra amparo en el parque provincial Ernesto Tornquist.

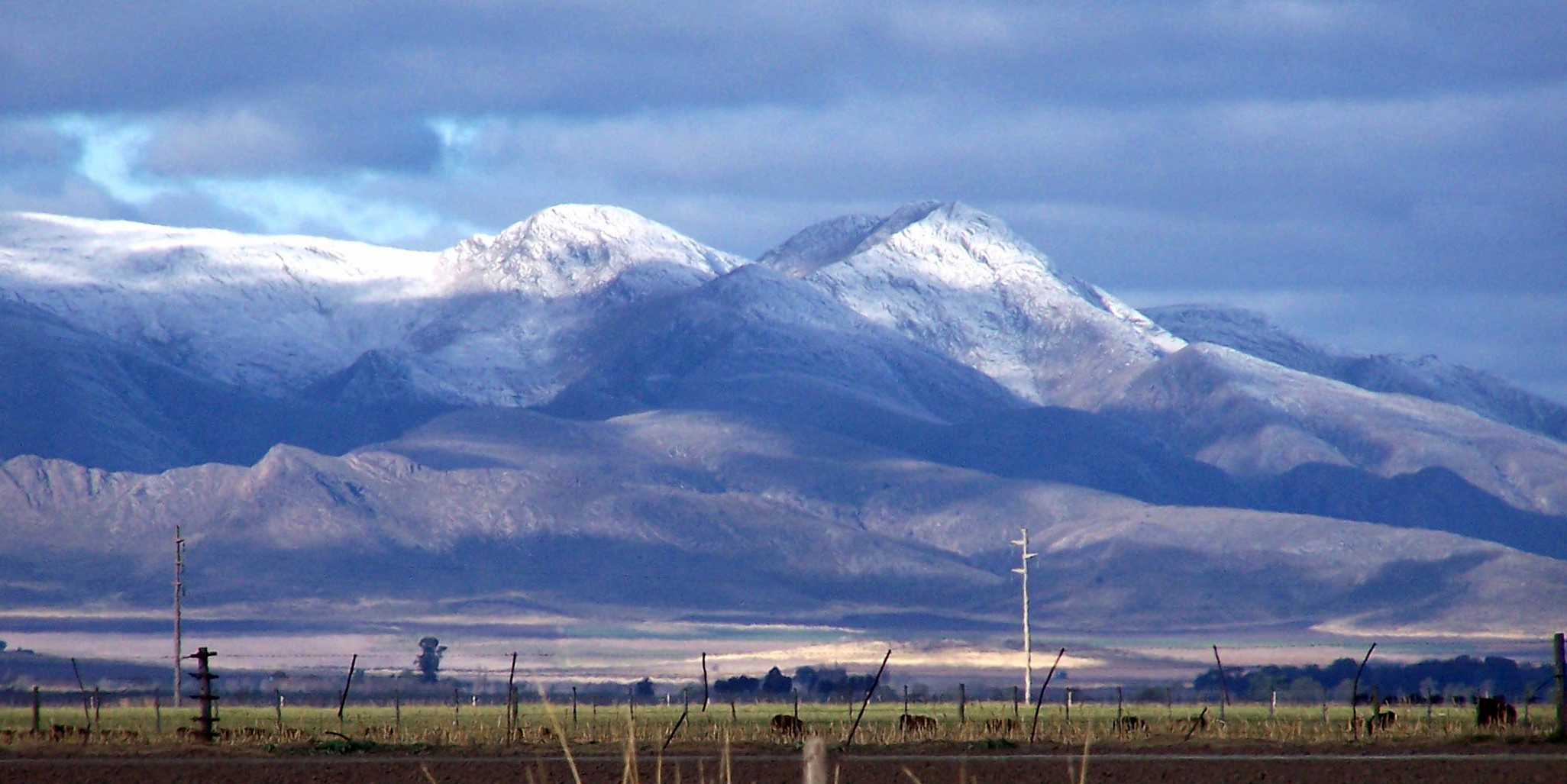
La sierra de la Ventana luego de una nevada, el hábitat de este lagarto.

La provincia de Buenos Aires declaró como monumento natural a esta iguana mediante la ley n.º 14959 sancionada el 31 de agosto de 2017.